# Намсус
Намсус (норв. Namsos) — комуна у фюльке Нур-Тренделаг у Норвегії. Адміністративний центр комуни — місто Намсус. Офіційна мова комуни — нейтральна. Населення комуни на 2007 рік становило 12 607 осіб. Площа комуни Намсус — 774,51 км², код-ідентифікатор — 1703. В Намсусі протікає однойменна річка Намсус. У місті хороші умови для риболовлі лосося. Щороку король Норвегії приїздить тут половити лосося. Символом громади є Лось, який часто зустрічається в околицях міста. При впадінні річки в фйорд було створено штучні насипи на який створили індустріальну зону. В містечку є свій аеропорт. Літаки виконують рейси до Тронгейма. Колись існувала локальна залізниця (дрезина). Місто постраждало у другу світову війну квартали центральної частини міста були зруйновано.

## Історія населення комуни
Населення комуни за останні 60 років.

Статистика комуни Намсус